# Pietro Anastasi
Pietro Anastasi (7 de abril de 1948 Catania, Provincia de Catania, Sicilia, - 17 de enero de 2020 Varese, Lombardía) fue un futbolista italiano, apodado en siciliano Petruzzu 'u turcu (Pietro el turco) por los aficionados. Su posición natural en el terreno de juego era la de delantero. Se le reconoce como uno de los mejores delanteros italianos de su generación por su rapidez, confianza y efectividad, así como aportaciones de calidad. Se le define como un jugador habilidoso, inteligente en el terreno de juego y oportunista en su faceta de goleador. Destacaba por su habilidad de realizar numerosos ataques, que a menudo terminaban en gol. En este papel, jugaba de falso nueve o segundo delantero, lo que le permitía ofrecer numerosas asistencias de gol. Jugaba, ocasionalmente, como extremo izquierdo debido a su técnica individual y su habilidad para regatear.
Inició su carrera profesional en Italia con el Varese en 1966, con el que ascendió a la Serie A en su primera temporada, después de una campaña prometedora. Su actuación en la temporada 1967-68 atrajo el interés de la Juventus, por la que fichó en 1968, y con la que cumplió ocho temporadas, y logró tres scudettos en la Serie A. Jugó después dos temporadas con el Internazionale, donde ganó la Copa de Italia en 1978 antes de mudarse al Ascoli, donde permaneció durante tres temporadas. Finalmente se retiró en 1982 después de una temporada con el club suizo Lugano.
A nivel internacional, Anastasi representó a Italia en 25 ocasiones entre 1968 y 1975, con un total de 8 goles. Debutó con la selección absoluta italiana en la Eurocopa de la UEFA, realizada en su país, Italia. Anotó el gol del triunfo en la final de la Copa frente a Yugoslavia, lo que dio a Italia su primer título del campeonato europeo. Más tarde, también formaría parte del equipo italiano que participó en la Copa del Mundo FIFA en Alemania Occidental en 1974 bajo la dirección de Ferruccio Valcareggi.

## Carrera deportiva
Anastasi nació en Catania, Sicilia, Italia. Durante su carrera (1964-1982) jugó para Massiminiana, Varese, Juventus (con 78 goles en 205 partidos) Internazionale y Ascoli. En la Serie A jugó un total de 338 partidos y anotó 105 goles. Nunca ganó el título de máximo goleador (pichichi) en la Serie A, pero fue el tercer anotador de la Liga en tres ocasiones, durante las temporadas 1968-69, 1969-70 y 1973-74. 
Pietro debutó profesionalmente con el Massiminiana de Catania en la Serie D, y mostró un característico olfato goleador durante la temporada 1965-66, con 18 goles. Fue fichado por el Varese de la Serie B, equipo con el que ganaría la promoción del ascenso a la Serie A, anotando 6 goles en 37 encuentros. Anastasi debutó en la Serie A el 24 de septiembre de 1967 contra la Fiorentina, con solo 19 años. Durante su primera temporada en la Serie A anotó 11 goles, tres de los cuales en la goleada del Varese al Juventus por 5-0 el 4 de febrero de 1968. Esta contribución derivaría en la convocatoria a la selección nacional italiana. 
En 1968, fue comprado por la Juventus por una cifra récord a nivel mundial de 650 millones de liras. Las cifras goleadoras de su primera temporada no serían superadas hasta 2018. Con el club de Turín ganó tres títulos de la Serie A. Entre otros, jugó un papel clave en llevar al equipo a la final de la última edición de la Inter-Cities Fairs Cup en 1971. Pese a perder la final contra el equipo británico Leeds United, se convertiría en el máximo anotador del torneo con 10 goles. En 1974, Anastasi fue nombrado capitán del equipo. Fue uno de los máximos goleadores en la Inter-Cities Fairs Cup, solo superado por Pedro Manfredini, jugador de la Roma con 12 tantos. Es también uno de los máximos goleadores de todos los tiempos en la Copa Italia, con 38 goles. Junto con Roberto Baggio, Pietro Anastasi es el décimo anotador de la Juventus en la Serie A con 78 goles, el cuarto anotador de la Juventus en competiciones europeas y el quinto anotador de la Juventus en competiciones internacionales, con un total de 22 goles. También es el séptimo goleador sumando todas las competiciones. Con la Juventus fue también el máximo goleador de la edición 1974-75 de la Copa Italia, donde la Juventus alcanzó la segunda ronda, tras posicionarse segundo en su grupo, aunque sería derrotado en la final por un tanto. Anastasi también alcanzó la final de la Copa de Campeones de Europa en la temporada 1972-73, donde fueron derrotados 1-0 por el Ajax neerlandés. En total, anotó 130 goles para la Juventus en sus 303 apariciones.
En 1976, Anastasi empezó a tener menos presencia con el primer equipo de la Juventus, debido principalmente a desacuerdos con el entrenador Carlo Parola, y fue transferido al Inter, a cambio de Roberto Boninsegna. Con el Inter ganó la Copa Italia en 1977-78, entrando como suplente en la final contra el Napoli, pero en ese entonces ya no tenía la calidad que le había caracterizado en la Juventus. Como resultado, fue vendido al Ascoli en 1978, con quien compitió durante tres temporadas en la Serie A y para el que anotó 9 goles. En diciembre de 1979 anotó su gol número 100 en la Serie A, en una victoria por 3-2 ante su antiguo club, la Juventus de Turín. 
Durante la temporada 1981-82 jugó para el FC Lugano en la Liga Suiza, en el último año de su carrera deportiva. 

## Carrera deportiva internacional

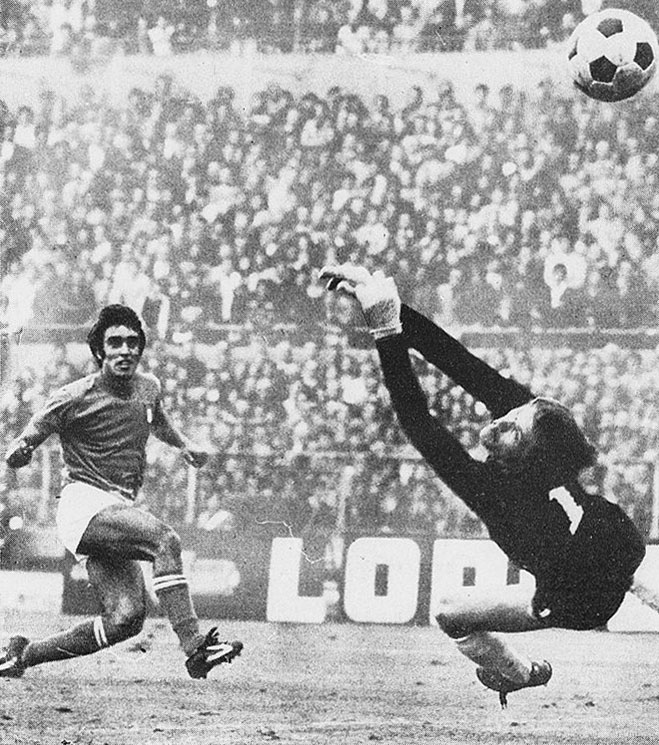
Anastasi jugando para Italia frente a Yugoslavia.

Con la selección absoluta de Italia fue miembro de la escuadra "azzurra" que ganó el Campeonato Europeo de Futbol UEFA en 1968 realizado en Italia, un torneo que le brindó su debut internacional. Anastasi debutó en la primera parte del partido ante Yugoslavia en el Estadio Olímpico de Roma el 8 de junio, con el resultado de empate a 1. En la final contra el mismo equipo, dos días más tarde, anotó su primer gol internacional, el segundo gol de la victoria de Italia por 2-0, con un disparo desde fuera del área. Fue parte inicial del equipo italiano para la Copa Jules Rimet (Copa del Mundo) en 1970, pero una lesión lo dejó fuera del equipo. Su plaza y la del mediocentro Giovanni Lodetti fueron ocupadas por Roberto Boninsegna y Pierino Prati. Italia llegó a la final del campeonato.  
Anastasi participó en la Copa Mundial de Fútbol de 1974 en Alemania, en el que anotó un gol en la victoria de Italia por 3-1 ante Haití en la primera ronda, aunque no le sirvió a Italia para clasificarse y quedó eliminada. En total, jugó 25 partidos internacionales con la selección italiana entre 1968 y 1975, y anotó un total de 8 goles.

## Después de su retirada
Ya retirado como futbolista profesional, Anastasi trabajó brevemente como entrenador de un equipo juvenil y más tarde como comentarista para la televisión italiana, Network 7, Gold TV y SKY Sports. 

## Familia
Anastasi se casó y tuvo dos hijos: Silvano y Gianluca. Conoció a su esposa, Anna, durante su estancia en Varese, en los inicios de su carrera profesional. Tras su retirada, regresó a Varese, donde vivió hasta su muerte. 

## Muerte
Pietro falleció a los 71 años por complicaciones originadas por esclerosis lateral amiotrófica, enfermedad contra la que había luchado durante varios años.

## Selección nacional absoluta
Fue internacional con la selección de fútbol de Italia en 25 ocasiones y marcó 8 goles. Debutó el 8 de junio de 1968, en un encuentro ante la selección de Yugoslavia que finalizó con el marcador de 1-1.

### Participaciones en Copas del Mundo
| Mundial              | Sede     | Resultado    |
| -------------------- | -------- | ------------ |
| Copa Mundial de 1974 | Alemania | Primera fase |

### Participaciones en Eurocopas
| Eurocopa      | Sede   | Resultado |
| ------------- | ------ | --------- |
| Eurocopa 1968 | Italia | Campeón   |

## Clubes
| Club           | País   | Año         |
| -------------- | ------ | ----------- |
| A. S. Varese   | Italia | 1966 - 1968 |
| Juventus F. C. | Italia | 1968 - 1976 |
| Inter de Milán | Italia | 1976 - 1978 |
| Ascoli Calcio  | Italia | 1978 - 1981 |
| A. C. Lugano   | Suiza  | 1981 - 1982 |

## Palmarés

### Campeonatos nacionales
| Título      | Club           | País   | Año     |
| ----------- | -------------- | ------ | ------- |
| Serie A     | Juventus F. C. | Italia | 1971-72 |
| Serie A     | Juventus F. C. | Italia | 1972-73 |
| Serie A     | Juventus F. C. | Italia | 1974-75 |
| Copa Italia | Inter de Milán | Italia | 1977-78 |

### Copas internacionales
| Título   | Equipo              | Sede   | Año  |
| -------- | ------------------- | ------ | ---- |
| Eurocopa | Selección de Italia | Italia | 1968 |

### Distinciones individuales
| Distinción                 | Año     |
| -------------------------- | ------- |
| Goleador de la Copa Italia | 1974-75 |